# North Narrabeen
North Narrabeen är en del av en befolkad plats i Australien. Den ligger i kommunen Pittwater och delstaten New South Wales, i den sydöstra delen av landet, omkring 18 kilometer nordost om delstatshuvudstaden Sydney. Antalet invånare är 5 280.
Trakten är tätbefolkad. Närmaste större samhälle är Sydney, omkring 18 kilometer sydväst om North Narrabeen. Genomsnittlig årsnederbörd är 1 380 millimeter. Den regnigaste månaden är februari, med i genomsnitt 200 mm nederbörd, och den torraste är juli, med 36 mm nederbörd.